# Marcel Chabot
Pour les articles homonymes, voir Chabot.
Marcel Chabot est un architecte belge, d'origine liégeoise, qui fut actif à Bruxelles et pratiqua les styles Beaux-Arts, Art déco et monumental.
Il est connu principalement pour avoir édifié le Cinéma  Eldorado, à la remarquable décoration Art déco, constituée de bas-reliefs dorés qui représentent des scènes africaines très stylisées.

## Réalisations

### Art déco
- 1924-1925 : Ermitage-hôtel, boulevard d'Ypres 90-92 et boulevard du Neuvième de Ligne 49[2],[3]

- 1931-1932 : Cinéma  Eldorado, place de Brouckère 34-38-40-42-44-46 (avec le décorateur L. Rodriguez)[4],[5],[1],[6]

immense salle de cinéma de 3 000 places ornée d'un décor d'inspiration coloniale composé de reliefs dorés de style Art déco dus aux sculpteurs Wolf et Van Neste; ce décor illustre la vie au Congo dans les années trente
la salle a été amputée de sa partie basse lors de l'agrandissement du cinéma entre 1974 et 1978
- 1932 : Nord Hôtel (Hôtel Siru), rue du Progrès 1 et rue des Croisades 2 (place Rogier)[8]

Nord Hôtel (Hôtel Siru)
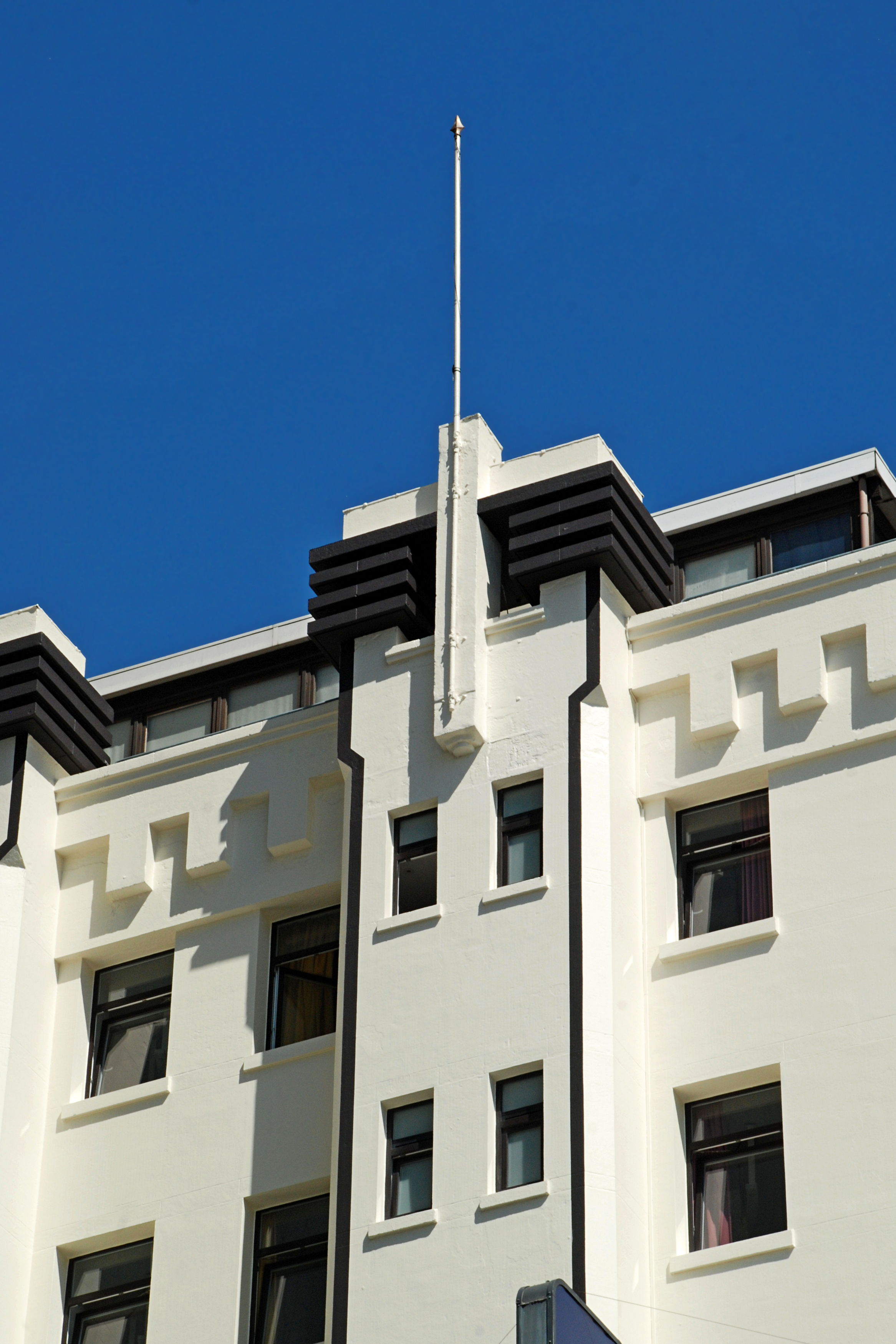
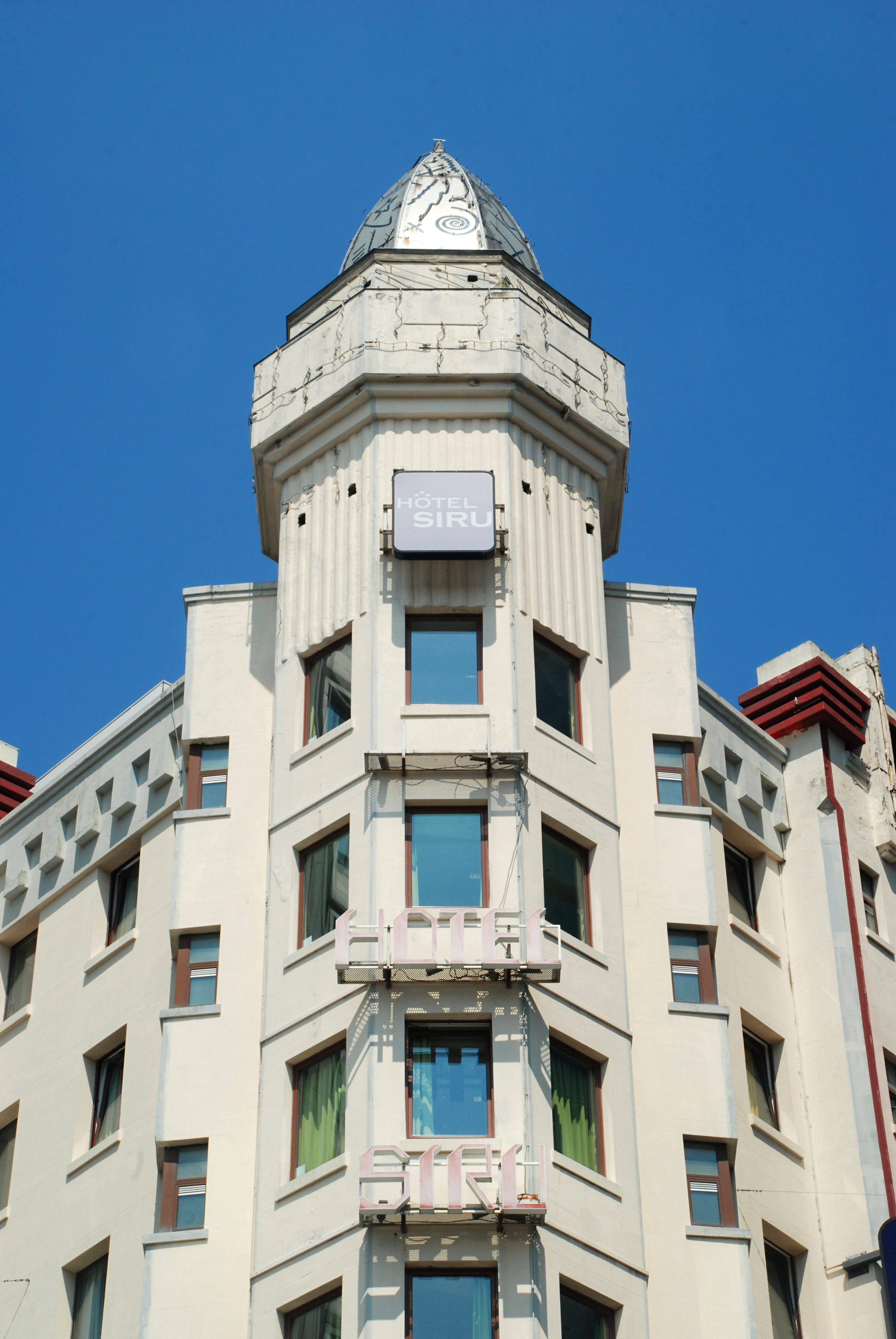
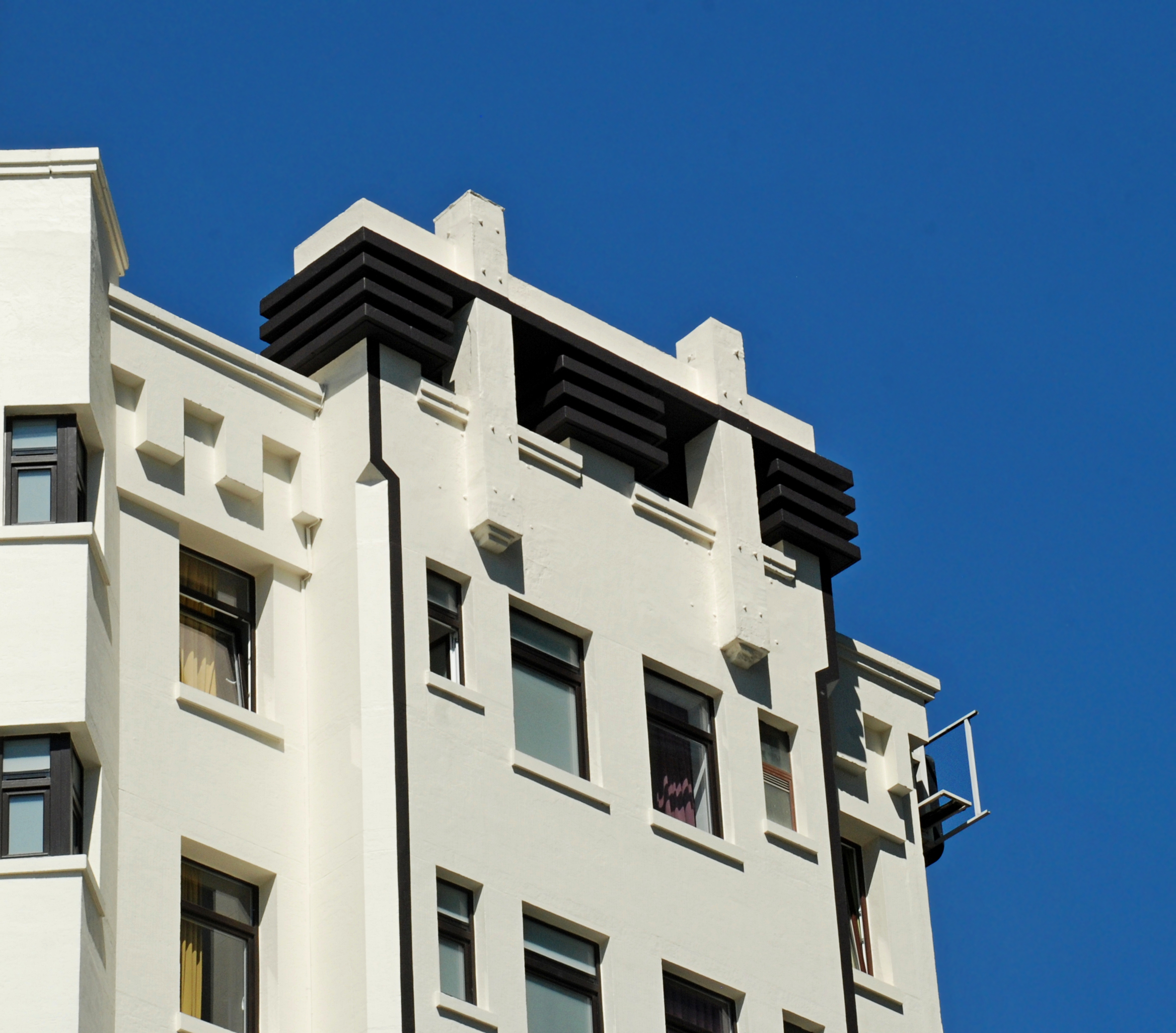

### Style Beaux-Arts
- 1925 : maison de style Beaux-Arts (éclectique), avenue Nestor Plissart 4

avec une grille en ferronnerie aux motifs floraux d'inspiration Art Déco
- 1925 : maison de style Beaux-Arts, rue de l'Autonomie 18-20[10]

- 1926 : fabrique de matelas, avenue du Roi Albert 66 à Berchem-Sainte-Agathe[11]

immeuble devenu ensuite le siège de la « S.A. the Continental Railway and Tramway Supply Company » avant de devenir la maison communale de Berchem-Sainte-Agathe en 1951

### Style monumental
- 1955-1957 Monnaie-Building, rue du Fossé aux Loups 28-30 (avec Edgard Cosyns)[12],[13]